# Covers (Deftones)
Covers è un album cover/compilation del gruppo musicale statunitense Deftones, pubblicato il 16 aprile 2011 dalla Reprise Records.
L'album è stato pubblicato esclusivamente nel solo formato vinile in occasione del Record Store Day per un numero limitato di 5 000 copie.

## Descrizione
Come suggerisce il titolo, Covers è una raccolta di cover, molte delle quali erano già state pubblicate nella raccolta B-Sides & Rarities del 2005 e nella versione digitale dell'album Diamond Eyes del 2010. Il gruppo realizzò queste cover dopo ogni sessione di registrazione dei vari album in studio pubblicati; la cover di Simple Man (originariamente interpretata dai Lynyrd Skynyrd) è stata realizzata prima della pubblicazione del primo album Adrenaline del 1995, quando il cantante Chino Moreno aveva appena diciassette anni.
Al brano Savory hanno partecipato i Far.

## Tracce
Lato A
1. Drive – 4:51 (Ric Ocasek) – originariamente interpretata dai The Cars
2. Caress – 3:34 (testo: Rick – musica: Drive Like Jehu) – originariamente interpretata dai Drive Like Jehu
3. Please Please Please Let Me Get What I Want – 2:01 (Johnny Marr, Morrissey) – originariamente interpretata dai The Smiths
4. No Ordinary Love – 5:34 (Sade Adu, Stuart Matthewman) – originariamente interpretata dai Sade
5. Savory – 4:35 (William Barbot, James Robbins, Kim Coletta, Zachary Barocas) – originariamente interpretata dai Jawbox
6. Do You Believe – 3:29 (Nina Persson, Peter Svensson) – originariamente interpretata dai The Cardigans

Lato B
1. Simple Man – 6:19 (Gary Rossington, Ronnie Van Zant) – originariamente interpretata dai Lynyrd Skynyrd
2. Ghosts – 4:28 (David Sylvian) – originariamente interpretata dai Japan
3. The Chauffeur – 5:21 (Andy Taylor, John Taylor, Nicholas Bates, Roger Taylor, Simon Le Bon) – originariamente interpretata dai Duran Duran
4. If Only Tonight We Could Sleep (Live) – 5:07 (Boris Williams, Lol Tolhurst, Porl Thompson, Robert Smith, Simon Gallup) – originariamente interpretata dai The Cure
5. Sleep Walk – 2:30 (musica: Ann Farino, John Farino, Santo Farino) – originariamente interpretata dai Santo & Johnny

## Formazione
Gruppo
- Chino Moreno – voce, chitarra
- Stephen Carpenter – chitarra
- Chi Cheng – basso (eccetto tracce 2, 6 e 8)
- Sergio Vega – basso (tracce 2, 6 e 8)
- Frank Delgado – tastiera, campionatore
- Abe Cunningham – batteria

Produzione
- Deftones – produzione
- Terry Date – produzione
- Frank Maddocks – direzione artistica